# Lars-Erik Bergström
Lars-Erik Bergström, född 19 februari 1956 i Ludvika, är en svensk jurist som var lagman i Mora tingsrätt från 2003 till 2011 samt i Falu tingsrätt från 2011 till 2022.
Bergström blev utsedd till rådman i Falu tingsrätt 25 februari 1993. Han utsågs till lagman i  Mora tingsrätt 27 februari 2003 och utsågs till lagman i Falu tingsrätt 18 november 2010.